# Federico II di Graben
Federico II di Graben (in tedesco: Friedrich II. von Graben, anche Friedrich von Graben, der Jüngere) (1379 circa – Kornberg, 1463 circa) era un feudatario e politico austriaco. Era estremamente ricco e un fidato consigliere dell'imperatore Federico III.

## Biografia

### Famiglia
Federico II proveniva da un ramo stiriano della famiglia Von Graben, la linea Kornberg su Kornberg, che ottenne grandi onori. I suoi genitori erano Federico I von Graben e Catarina von Sumerau (chiamata anche Catarina von Saurau, De Sommereck, von Somereck, von Summeregk. I suoi fratelli erano Andreas von Graben zu Sommeregg e Leonhard (Lienart, Linart) von Graben. Federico von Graben era signore di Kornberg e possedeva la Signoria di Marburg (Maribor) compreso l'Obermarburg, l'Ufficio e il Castello di Marburg, Burgravio e Signore di Riegersburg. Intorno al 1404 eredità tra l'altro la signore di Kornberg da suo padre. Nel 1401 Rodolfo I von Walsee affidò il governo di Riegersburg a Federico von Graben in qualità di burgravio di Riegersburg.
Nel 1438 sposò Elisabeth Steinwald von Fladnitz (vedova di Hertlein von Teuffenbach), dalla quale ebbe quattro figli:
- Dorothea di Graben († 1519), damigella d'onore imperiale

, Wolfgang di Graben († prima del 1468), principesco collezionista di denaro della Stiria “entro la Drava”
- Ulrico III di Graben (1415–1486), governatore della Stiria, burgravio di Marburgo e Graz, sotto l'imperatore Federico III. un alto funzionario e consigliere fidato

Reinprecht V di Graben (menzionato tra il 1456 e il 1493), ciambellano asburgico, amministratore e capo militare, amministratore di Strudengau ed Ehrenberg per
Arciduca Sigismondo d'Austria-Tirolo

### Carriera

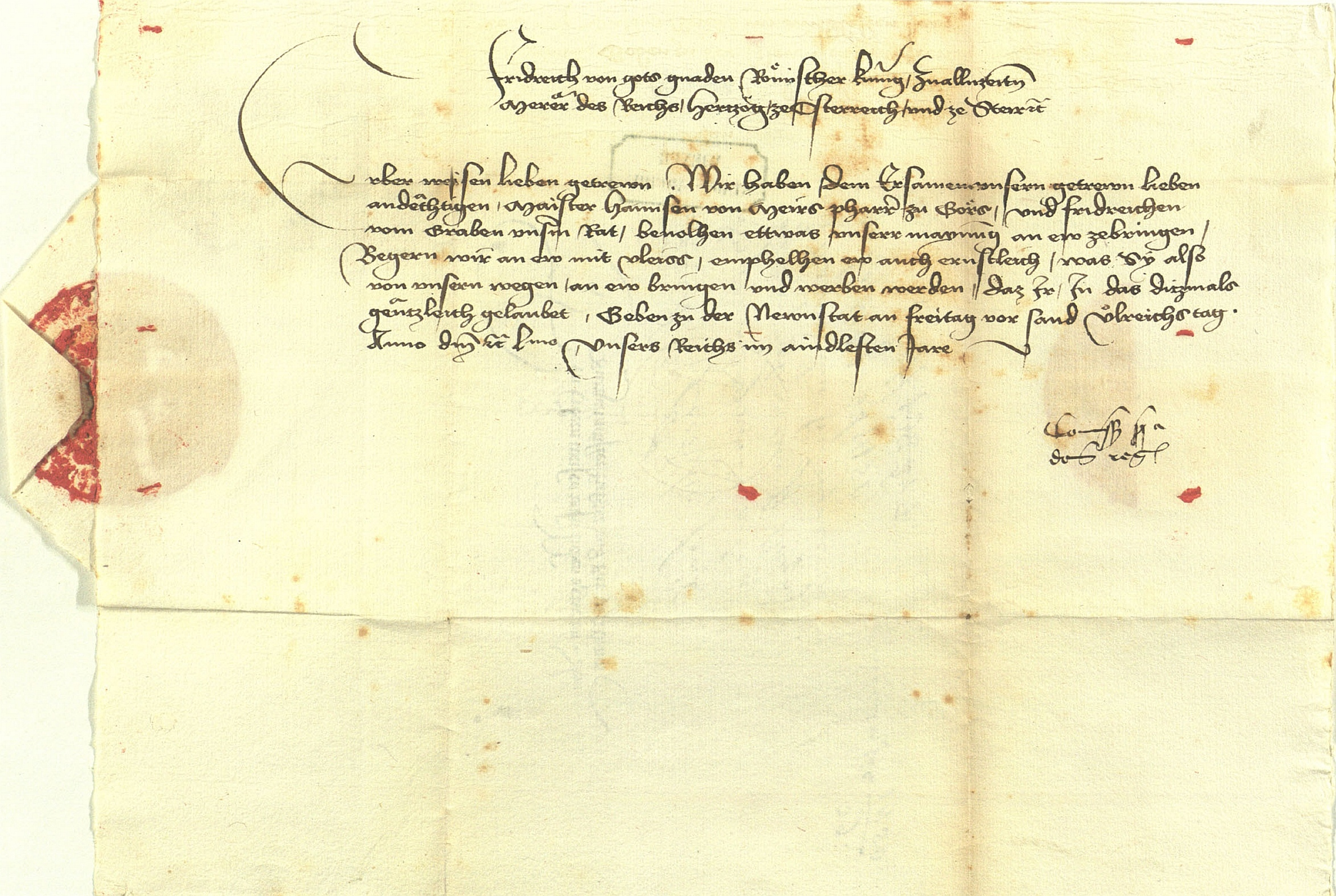
Nel 1450 il re Federico IV (il successivo imperatore Federico III) informò il sindaco Konrad Holzer der Jüngere, i giudici e il consiglio comunale di Vienna che avrebbe inviato loro Hans von Meirs e il suo consigliere Federico II di Graben come suoi rappresentanti plenipotenziari.

Fu uno dei nobili stiriani più ricchi del suo tempo e, tra le altre cose, consigliere, assessore della Corte della Camera Imperiale e commissario dell'imperatore Federico III, presso il quale godeva di una posizione speciale. Nel 1446 fu nominato ciambellano dall'imperatore presso suo cugino, l'arciduca Sigismondo d'Austria-Tirolo. Nel 1450, i documenti attestano Federico von Graben come consigliere e rappresentante dell'imperatore Federico III. Tre anni dopo, un documento conferma una lettera di debito dell'imperatore a Von Graben.
La ricchezza finanziaria di Federico von Graben è rivelata anche in una lettera di debito a Wolfgang V von Walsee, colonnello maresciallo d'Austria e Stiria e capitano dell'arciducato ob der Enns, al quale prestò nel 1454 una somma di 1.800 ducati ungheresi. A questo scopo i Walseer gli avevano concesso in pegno 27 possedimenti nella Stiria meridionale oltre al castello di Marburg, nonché altri possedimenti nel ducato di Carniola e nella contea di Cilli. Nel 1456 l'importante dominio di Marburg (Maribor), l'Obermarburg, l'ufficio di Marburg an der Drau e il castello di Marburg furono ceduti a Federico e suo figlio Ulrico III, assegnato da un tribunale. La disputa giuridica e feudale contro Wolfgang von Walsee terminò solo nel 1462, quando l'imperatore concesse ai signori Federico e Ulrico III von Graben la signoria di Marburg, Obermarburg, nonché l'ufficio e il castello di Marburg.
Federico von Graben dimostrò il suo legame con le radici della sua famiglia in Carniola comparendo nel 1461 come uno dei fondatori e firmatari dell'erezione di Lubiana a diocesi (vedi Arcidiocesi di Lubiana).